# Claudia McNeil
Claudia McNeil (Baltimore, 13 de agosto de 1917-Englewood, 25 de noviembre de 1993) fue una actriz estadounidense.
McNeil fue nominada dos veces a los Premios Tony, primero por su actuación en el escenario en A Raisin in the Sun (1959) y nuevamente por la obra Tiger Tiger Burning Bright en 1962. También fue nominada a un Globo de Oro y a un Premio BAFTA por la versión cinematográfica de A Raisin in the Sun en 1961.

## Biografía

### Primeros años
McNeil nació en Baltimore, Maryland, hija de Marvin Spencer McNeil, un afroamericano, y Annie Mae (Anderson) McNeil, una mujer apache. La familia se mudó a la ciudad de Nueva York poco después de su nacimiento. Fue criada por su madre después de que su padre abandonara la familia. A la edad de doce años, comenzó a trabajar para la Fundación Heckscher para Niños. Allí conoció a una pareja judía que después la adoptó y McNeil aprendió a hablar yidis con fluidez.

### Trayectoria
Se convirtió en bibliotecaria, pero pronto comenzó a cantar en teatros de vodevil y a actuar en clubes nocturnos de Harlem y Greenwich Village. McNeil también cantó para Katherine Dunham en el Dance Troupe en su gira por Sudamérica.

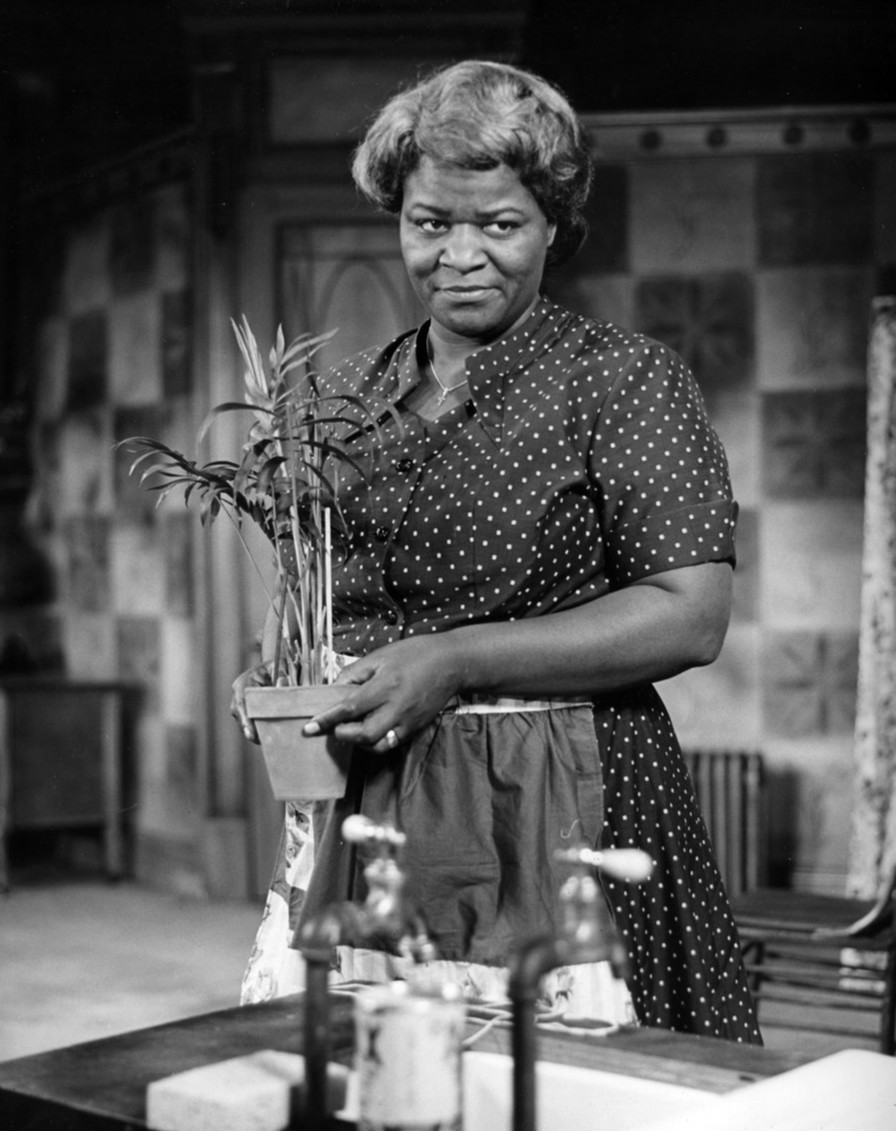
McNeil interpretando el personaje de Lena Younger en la obra A Raisin in the Sun en 1959

Ethel Waters le aconsejó que comenzara a actuar e hizo su debut en los escenarios de Nueva York en 1953, como suplente de Jacqueline Andre en el papel de Tituba en The Crucible en el teatro Martin Beck. Cuatro años más tarde, Langston Hughes la eligió para cantar en su obra musical Simply Heavenly. Fue elogiada por la crítica.
En 1961, McNeil recreó su papel teatral de 1959 en la película A Raisin in the Sun y se identificó tanto con el papel de la matriarca que dijo: «Hubo un momento en el que interpreté el papel... Ahora lo vivo».  El periodista del The New York Times, Eric Pace, resumió la actuación como una «presencia imponente». Pace continuó: «En la pantalla, la señorita McNeil era impasible, voluminosa y serena como una madre que intenta controlar a su hijo (interpretado por Sidney Poitier) y desea comprarle a su familia una casa respetable».
Se jubiló en 1983 y dos años más tarde se mudó al asilo de ancianos Actors' Fund en Englewood, Nueva Jersey. McNeil murió allí el 25 de noviembre de 1993, a la edad de 76 años, por complicaciones relacionadas con la diabetes.